# Shropshire
Shropshire este un comitat în vestul Angliei.

## Orașe
- Bishop's Castle
- Bridgnorth
- Church Stretton
- Clun
- Craven Arms
- Ellesmere
- Ludlow
- Market Drayton
- Much Wenlock
- Newport
- Oswestry
- Shrewsbury
- Telford
- Wellington
- Wem
- Whitchurch

1. ↑   http://ons.maps.arcgis.com/home/item.html?id=a79de233ad254a6d9f76298e666abb2b Lipsește sau este vid: |title= (ajutor)